# Niccolò Tedeschi
Niccolò Tedeschi, dit Panormitanus, (né  en 1386 à Catane, en Sicile, Italie, alors dans le royaume de Sicile, et mort à Palerme le 24 février 1445) est un pseudo-cardinal italien du XVe siècle. Sa famille est d'origine allemande. Il est membre de l'ordre des bénédictins.

## Biographie
Niccolò Tedeschi étudie le droit à Bologne et devient professeur à Bologne, à Parme, à Sienne et à Florence. 
Il est chanoine à Catane. Il assiste au concile de Sienne et est abbé de l'abbaye de S. Maria di Maniace et auditeur à la Rote romaine. Il fait partie de la légation envoyée par le nouveau pape Eugène IV au concile de Bâle en 1433 et y défend les thèses du pape pour dissoudre le concile. En 1434 il est nommé archevêque de Palerme. Il est légat apostolique près du roi Alphonse de Sicile et défend à la diète de Francfort les thèses du concile contre Nicolas de Cues. Dans son Tractatus de concilio Basileensi, écrit pour cette occasion, il soutient la doctrine de la supériorité d'un concile général sur le pape. L'année suivante, le pape est déposé et l'antipape Félix V est élu.
L'antipape Félix V le crée cardinal lors du consistoire du 12 novembre 1440. Félix V lui demande de compiler les décrets des conciles de Constance et de Bâle. 

## Publications
Appelé Lucerna iuris. 
Parmi ses œuvres canoniques, on notera surtout Lectura in Decretales, In Sextum et In Clementinas. Il est  aussi l'auteur de Consilia, Quaestiones, Repetitiones, Disputationes, disceptationes et allegationes et Flores utriusque juris.

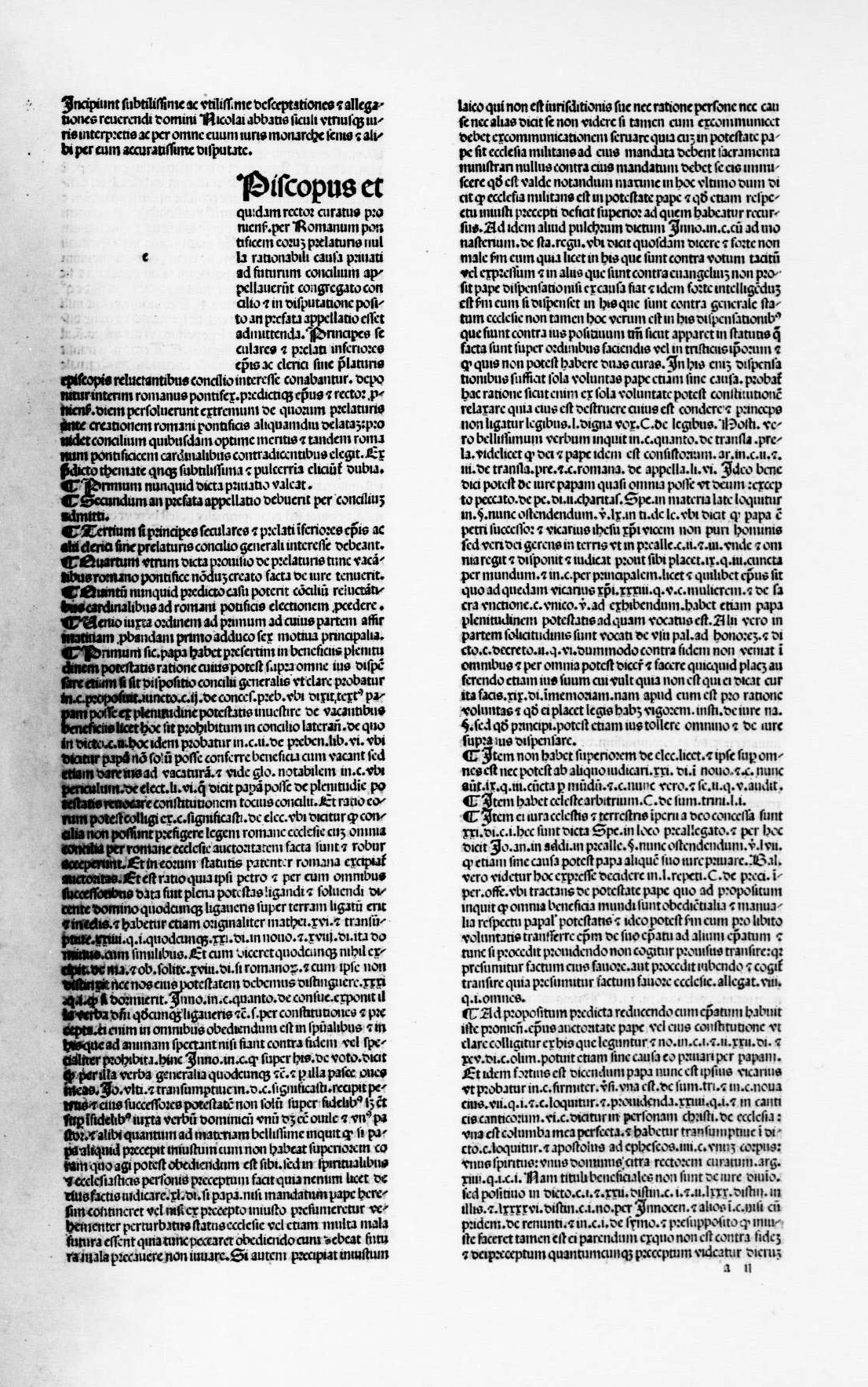
Disceptationes et allegationes, 1487

## Doctrine

### Droit des contrats
À une époque où le principe du consensualisme n'était pas d'application en droit civil, Tedeschi se montre favorable à l'utilisation de la denunciatio evangelica, et donc aux recours devant les juridictions ecclésiastiques pour obtenir l'exécution des contrats consensuels. Il écrit ainsi :
« Et conclude quod ubi iuris civilis observatione nutriretur peccatum, ut in obligatione naturali, que oritur ex consensu vel cum quis locupletatur cum alterius iactura, potest ad ecclesiam recurri »
— Additiones to ‘Novit ille, annexe  n° 18
        
« Et je conclus que là où le péché se nourrit de l'observance du droit civil, ainsi que dans une obligation naturelle née du consentement ou lorsque l'un s'enrichit au détriment de l'autre, on peut avoir recours à l'Église »
Il étend d'ailleurs ses réflexions en estimant qu'un principe de non-formalisme peut être observé pour les contrats, les testaments ainsi que les procédures électorales. Ces vues seront ensuite reprises par le théologien Adrien d'Utrecht, futur pape Adrien VI, puis critiquées par Francisco de Vitoria et Domingo de Soto.
Il considère aussi, au vu du rapport étroit entre morale chrétienne et engagement contractuel, que lorsque l'une des parties au contrat est frappé d'excommunication, elle ne peut obtenir l'exécution de celui-ci. Cette opinion, devenue problématique à la suite de la Réforme protestante sera fortement critiquée par Francisco Suárez et Martin Bécan.